# Ceriana guangxiana
Ceriana guangxiana är en tvåvingeart som beskrevs av Yang och Cheng 1998. Ceriana guangxiana ingår i släktet griffelblomflugor, och familjen blomflugor. Inga underarter finns listade i Catalogue of Life.